# Llano Grande, Montecristo de Guerrero
Llano Grande är en ort i Mexiko.   Den ligger i kommunen Montecristo de Guerrero och delstaten Chiapas, i den sydöstra delen av landet, 800 km sydost om huvudstaden Mexico City. Llano Grande ligger 1 270 meter över havet och antalet invånare är 152.
Terrängen runt Llano Grande är kuperad åt nordost, men åt sydväst är den bergig. Runt Llano Grande är det ganska glesbefolkat, med 50 invånare per kvadratkilometer. Närmaste större samhälle är Capitán Luis A. Vidal, 5,2 km söder om Llano Grande. I omgivningarna runt Llano Grande växer i huvudsak städsegrön lövskog.